# Brebernica
Brebernica je naselje u sastavu Grada Zagreba. Nalazi se u gradskoj četvrti Brezovica.

## Stanovništvo
Prema popisu stanovništva iz 2001. godine, naselje je imalo 57 stanovnika te 18 obiteljskih kućanstava.

Prema popisu stanovništva 2011. godine naselje je imalo 49 stanovnika.
| broj stanovnika | 40    | 45    | 34    | 52    | 34    | 55    | 61    | 84    | 85    | 85    | 89    | 83    | 88    | 74    | 57    | 49    | 44    |
|                 | 1857. | 1869. | 1880. | 1890. | 1900. | 1910. | 1921. | 1931. | 1948. | 1953. | 1961. | 1971. | 1981. | 1991. | 2001. | 2011. | 2021. |